# Open McDonald's
L'Open McDonald's (McDonald's Championship ou McDonald's Open) est une ancienne compétition internationale masculine de basket-ball, disputée entre 1987 et 1999 entre les clubs Champions continentaux et des équipes américaines évoluant en NBA invitées. La compétition était organisée par l'entreprise américaine McDonald's et reprenait le principe de la Coupe intercontinentale.

## Format
La compétition est disputée sous un format éliminatoire en une manche sèche, le vainqueur du match est alors qualifié au tour suivant.

## Règles
Une combinaison des règles FIBA et NBA était utilisée lors des matches, dont une distance de 6,75 m pour la ligne des trois points, qui sera adoptée par la FIBA en 2010,.

## Palmarès
| Année | Organisateur | Champion              | Finaliste           | Troisième         | Quatrième                |
| ----- | ------------ | --------------------- | ------------------- | ----------------- | ------------------------ |
| 1987  | Milwaukee    | Bucks de Milwaukee    | URSS                | Tracer Milan      |                          |
| 1988  | Madrid       | Celtics de Boston     | Real Madrid         | Yougoslavie       | Scavolini Pesaro         |
| 1989  | Rome         | Nuggets de Denver     | Jugoplastika Split  | Philips Milan     | FC Barcelone             |
| 1990  | Barcelone    | Knicks de New York    | Pop 84 Split        | FC Barcelone      | Scavolini Pesaro         |
| 1991  | Paris        | Lakers de Los Angeles | Joventut Badalona   | CSP Limoges       | Slobodna Dalmacija Split |
| 1993  | Munich       | Suns de Phoenix       | Buckler Bologne     | Real Madrid       | CSP Limoges              |
| 1995  | Londres      | Rockets de Houston    | Buckler Bologne     | Perth Wildcats    | Real Madrid              |
| 1997  | Paris        | Bulls de Chicago      | Olympiakós Le Pirée | Atenas de Córdoba | Paris Basket Racing      |
| 1999  | Milan        | Spurs de San Antonio  | Vasco da Gama       | Žalgiris Kaunas   | Varèse Roosters          |

## MVP (Most Valuable Player)
| Année | Joueur          | Équipe                |
| ----- | --------------- | --------------------- |
| 1987  | Terry Cummings  | Bucks de Milwaukee    |
| 1988  | Larry Bird      | Celtics de Boston     |
| 1989  | Walter Davis    | Nuggets de Denver     |
| 1990  | Patrick Ewing   | Knicks de New York    |
| 1991  | Magic Johnson   | Lakers de Los Angeles |
| 1993  | Charles Barkley | Suns de Phoenix       |
| 1995  | Clyde Drexler   | Rockets de Houston    |
| 1997  | Michael Jordan  | Bulls de Chicago      |
| 1999  | Tim Duncan      | Spurs de San Antonio  |